# Дюбоше, Жак
Жа́к Дюбоше́ (фр. Jacques Dubochet, род. 8 июня 1942, Эгль) — швейцарский биофизик, лауреат Нобелевской премии в области химии (2017)
.

## Биография
В 1948—1955 учился в начальной школе, занимался наукой с помощью инструментов: ножи, иглы, струны, спички. В 1962 сдал школьный экзамен. В 1967 биолог. В 1969 получил сертификат молекулярного биолога в Женеве. В 1973 доктор-биофизик. В 1978 работал в Гейдельберге. С 1988 профессор Лозанны. Имеет жену, дочь и двух внуков.
За свою карьеру он разработал технологии в криоэлектронной микроскопии, криоэлектронной томографии и криоэлектронной микроскопии стекловидных секций. Эти технологии используются для изображения отдельных биологических структур, таких как белковые комплексы или вирусные частицы.
Член Социалистической партии Швейцарии, представляет её в местном совете города Морж.
Прадед — Жак-Жульен Дюбоше (1798—1868), издатель газеты L'Illustration.

## Ссылка
- Официальная страница на сайте Лозаннского университета